# 1894

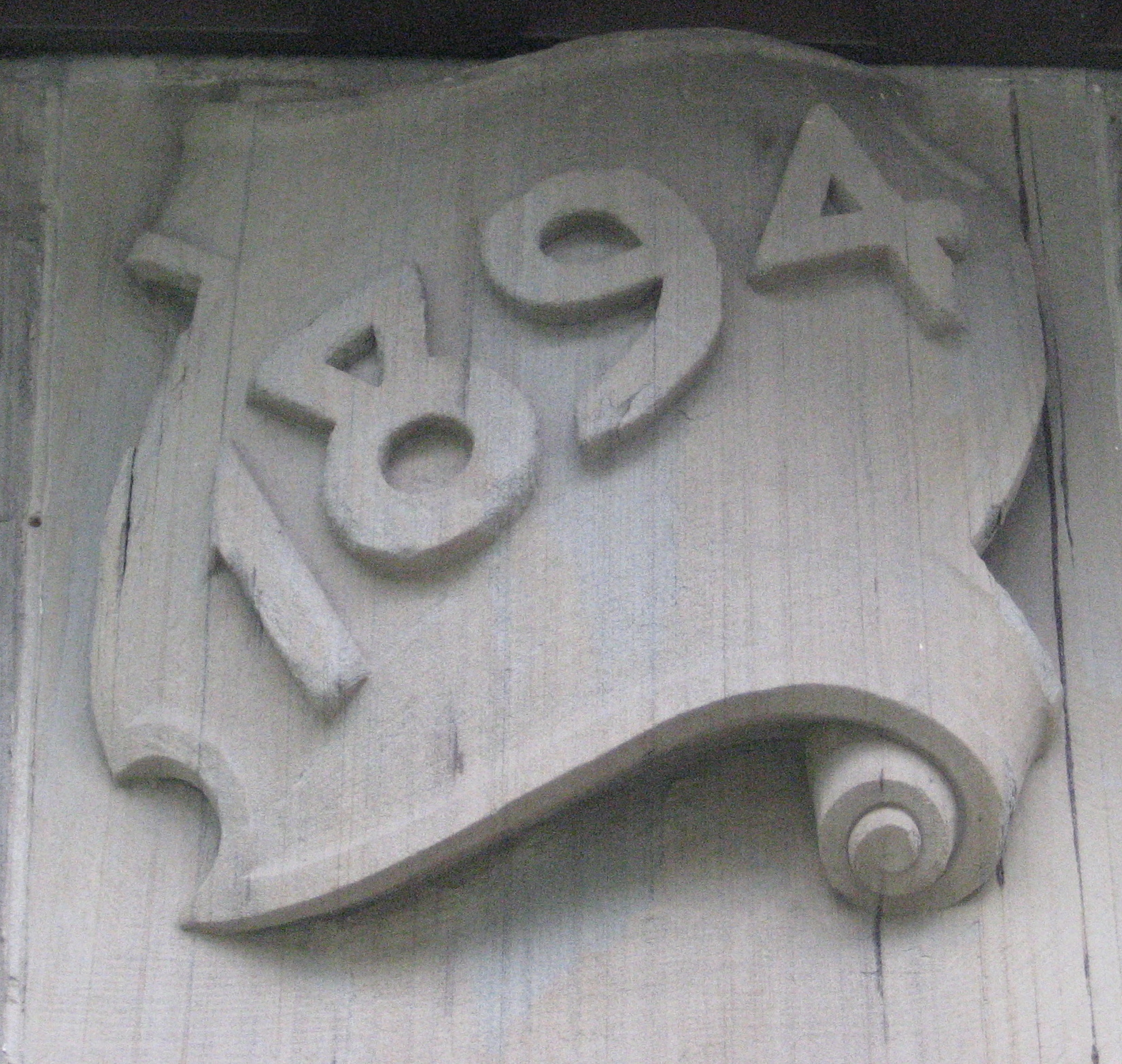
St. Charles Avenue, Nova Orleans

## Esdeveniments
Països Catalans
- Estrena de Maria Rosa, d'Àngel Guimerà, al teatre Novetats de Barcelona, i simultàniament, al Teatro Español de Madrid, en versió castellana protagonitzada per María Guerrero.[1]

Resta del món
- 23 de juny - París: Es funda el Comitè Olímpic Internacional.[2]
- 15 de setembre - Pyongyang (Península de Corea): Batalla de Piongyang, els japonesos derroten l'exèrcit xinès i prenen la ciutat.
- 8 de novembre - Xile: Fundació de Villa Alemana, amb el nom de Vinya Miraflores.

## Naixements
Països Catalans
- 3 de febrer - Barcelona: Maria Llimona i Benet, escultora catalana (m. 1985).[3]
- 6 de febrer - Lleida: Zoe Rosinach Pedrol, farmacèutica lleidatana, primera doctora en Farmàcia de l'Estat (m. 1973).[4]
- 13 de febrer - Castelló de la Plana: Àngel Sánchez Gozalbo, escriptor valencià.
- 5 de març - Barcelona: Josep Maria de Sagarra, escriptor català.
- 17 de març, Tarragona: Domènec Guansé i Salesas, periodista, novel·lista i traductor català.
- 4 d'abril - Teresa de Cofrents: Vicenta Matalí Bayona, mestra, escriptora i política valenciana del segle xx, vinculada al valencianisme conservador i catòlic (m. 1983).[5]
- 14 d'abril - Barcelona: Enric Casassas i Cantó, pedagog català.
- 2 de maig - Sabadell: Agustí Borgunyó i Garriga, músic català (m. 1967).[6]
- 3 de maig - Barcelona: Miquel Llor i Forcada, escriptor català (m. 1966).[7]
- 16 de maig - Barcelona: Joan Salvat-Papasseit, escriptor català.[8]
- 22 de maig - Barcelona: Carme Balmas i Guitart, pintora catalana (m. 1978).[9]
- 16 d'agost - Sabadell: Pere Monistrol i Masafret, fotògraf i futbolista català.
- 2 de juliol - Porrera: Carme Simó i Saco, mestra i pedagoga (m. 1982).[10]
- 20 de juliol - Girona: Fidel Aguilar i Marcó, escultor català.
- 25 d'agost - Alberic, Ribera Alta: Leopold Magenti i Chelvi, compositor valencià.
- 7 de setembre - Kazan (gubèrnia de Kazan, Imperi Rus): Gala Dalí, dona i musa de Salvador Dalí (m. 1982).[11]
- 10 de setembre - Dénia, Marina Alta: Maria Hervás Moncho, metgessa valenciana pionera (m. 1963).[12]
- 20 d'octubre - Sabadell: Antoni Vila i Arrufat, pintor i gravador i muralista català.[13]
- 24 de novembre - Barcelona: Josepa Fornés, actriu catalana de llarga trajectòria teatral.[14]
- 15 de desembre - Santiago de Xile: Joaquim Zamacois i Soler, compositor i professor de música català.
- 16 de desembre - Olesa de Montserrat: Fèlix Figueras Aragay, primer alcalde d'Olesa de Montserrat, durant la Segona República Espanyola.

Resta del món
- 8 de gener, Praga: Lucia Moholy, fotògrafa d'origen austrohongarès, que documentà l'arquitectura i els productes de la Bauhaus (m. 1989).[15]
- 25 de gener: 
  - Janko Alexy, pintor i escriptor eslovac.
  - Hèlsinki: Aino Aalto, arquitecta i dissenyadora finesa pionera (m. 1949).[16]
- 1 de febrer, Cape Elizabeth, EUA: John Ford, director i productor cinematogràfic.
- 2 de febrer, İstanbul: Safiye Ali, primera metgessa turca (m. 1952).[17]
- 3 de febrer, Nova York, EUA: Norman Rockwell, il·lustrador, fotògraf i pintor nord-americà
- 5 de febrer, Belgrad, Regne de Sèrbia: Ksenija Atanasijević, primera dona filòsofa sèrbia i escriptora feminista primerenca.[18]
- 10 de febrer: Londres, Anglaterra: Harold Macmillan, polític anglès, 65è Primer Ministre del Regne Unit
- 27 de febrer, París (França): Robert Siohan, compositor i director d'orquestra francès (m. 1985)[19]
- 26 de març, Txernivtsí: Viorica Ursuleac, cantant d'òpera romanesa (m. 1985).[20]
- 27 de març, Holmestrand: Christine Sagen Helgø, advocada i política noruega, alcaldessa de Stavanger.[21]
- 15 d'abril, Chattanooga, Tennessee: Bessie Smith, cantant de blues (m. 1937).[22]
- 17 d'abril, Kalinovka (Rússia): Nikita Serguéievitx Khrusxov, va ser el líder de la Unió Soviètica després de la mort de Ióssif Stalin (m. 1971).[23]
- 20 d'abril, Le Vilar de Danha, Llenguadoc (França): Joseph Delteil, escriptor i poeta francès (m. 1978).[24]
- 29 d'abril, Viena: Marietta Blau, física austríaca, especialista en la física de partícules.[25]
- 1 de maig, París: Marthe Nespoulous, soprano francesa (m. 1962).[26]
- 10 de maig, Bucarest: Elvire Popesco, actriu i directora d'escena romanesa i francesa (m. 1993).[27]
- 11 de maig, Pittsburgh, Pennsilvània: Martha Graham, ballarina i coreògrafa estatunidenca, pionera de la dansa contemporània (m.1991).[28]
- 27 de maig:
  - Maryland: Dashiell Hammett, escriptor nord-americà.[29]
  - Courbevoie, Île-de-France: Louis-Ferdinand Céline, escriptor francès (m. 1961).[30]
- 12 de juny, Almenar de Soria: Leonor Izquierdo, musa i efímera companya del poeta Antonio Machado (m. 1912).[31]
- 16 de juny, El Caire, Egipte: Mahmud Taymur, escriptor egipci i estudiós de la llengua i literatura àrab.[32]
- 23 de juny, White Lodge (Anglaterra): Eduard VIII del Regne Unit, rei de la Gran Bretanya i d'Irlanda del Nord, d'Irlanda i dels Dominis britànics d'ultramar, i emperador de l'Índia. Abdicà de la corona britànica per tal de poder-se casar amb la dues vegades divorciada Wallis Simpson (m. 1972).[33]
- 1 de juliol, Buenos Aires, Argentina: Julio Irigoyen, guionista i director de cinema
- 5 de juliol, Madrid: Margarita Nelken, escriptora i política feminista (m. 1968).[34]
- 7 de juliol, Santiago de Xile: Winétt de Rokha, poeta xilena (m. 1951).[35]
- 13 de juliol, Florència: Luisa Banti, arqueòloga, historiadora de l'art i pedagoga italiana.[36]
- 15 de juliol, Syracuse, Nova York: Thérèse Bonney, fotoperiodista, fotògrafa de guerra nord-americana (m. 1978).[37]
- 20 de juliol, Saint-Nazaire: Odette du Puigaudeau, etnòloga i exploradora francesa.[38]
- 2 d'agost, São Paulo: Bertha Lutz, naturalista, zoòloga, professora i pionera del feminisme a Brasil (m. 1976).[39]
- 7 d'agost, Campanha: Maria Martins, escultora, dissenyadora, gravadora, pintora, escriptora i música brasilera (m. 1973).[40]
- 28 d'agost, Graz (Âustria): Karl Böhm, director d'orquestra austríac (m. 1981).[41]
- 10 de setembre, Ucraïna: Oleksandr Dovjenko, director de cinema.
- 22 de setembre, Schwarzenberg, Alemanya: Elisabeth Rethberg, cantant d'òpera de renom internacional (m. 1976).[42]
- 17 d'octubre, Sant Sebastià: Blanquita Suárez, cupletista que triomfà al Paral·lel de Barcelona (m. 1983).[43]
- 21 d'octubre, Kaunas, Lituània, Imperi Rus: Varvara Stepànova, artista russa, puntal del constructivista pictòric (m. 1958).[44]
- 23 d'octubre, Glasgow: Belle Moore, nedadora escocesa que competí a començaments del segle xx (m. 1975).[45]
- Damasc, Síria: Jamil Mardam Bey, polític i primer ministre de Síria.
- Nàpols: Elvira Andreani, cantant italiana.

## Necrològiques
Països Catalans
- 12 de gener - Scala Dei: Marià Rius i Montaner, empresari i polític català (n. 1838).
- 3 de maig - Barcelona: Glòria Bulbena i Reig, activista cultural catalana i escriptora.[46]
- 31 d'octubre - Olot, Garrotxa: Joaquim Vayreda i Vila, pintor català (n. 1843).[47]

Resta del món
- 4 de febrer - París (França): Adolphe Sax, músic belga, inventor del saxòfon.
- 6 de febrer - París, França: Maria Deraismes, autora i pionera francesa dels Drets de la Dona (n. 1828).[48]
- 20 de març - Torí (Itàlia): Lajos Kossut, polític hongarès, president d'Hongria el 1849 (n. 1802)[49]
- 11 de juny - Madrid, Federico de Madrazo, pintor espanyol (n. 1815).[50]
- 20 de juny - Saint-Denis, la Réunion: Hilaire Gabriel Bridet, meteoròleg i militar francès.
- 23 de juny - Ville d'Avray, Illa de França: Marietta Alboni, contralt italiana (n.1926).[51]
- 24 de juny - Lió (França): Marie François Sadi Carnot, enginyer, President de la República Francesa de 1887 a 1894 (n. 1837).[52]
- 5 de juliol, Londres (Anglaterra): Sir Austen Henry Layard, viatger britànic, arqueòleg, dibuixant, col·leccionista, escriptor, polític i diplomàtic, conegut sobretot per les seves excavacions a Nimrud (n. 1817).[53]
- 6 de juliol, Sydneyː Mina Wylie, nedadora australiana, medallista olímpica el 1912 (n. 1891).[54]
- 14 d'agost - St Louis (Missouri): Virginia Minor, activista estatunidenca pel sufragi femení.[55]
- 13 de setembre - París, França: Emmanuel Chabrier, compositor francès (n. 1841).[56]
- 28 de setembre, París: David Kaltbrunner, geògraf
- 20 d'octubre - Crimea: Alexandre III, tsar de Rússia (1881-1894) (n. 1845).
- 21 d'octubre - Kaunas, Lituània: Varvara Stepànova, artista russa, puntal del constructivista pictòric soviètic (m. 1958).[44]
- 21 de novembre - Barcelona: Santiago Salvador Franch, anarquista aragonès, conegut per haver llançat dos artefactes explosius contra l'audiència del Gran Teatre del Liceu (n. 1862).
- 3 de desembre - Upolu (Samoa): Robert Louis Stevenson, escriptor escocès (n. 1850).[57]
- 7 de desembre - Guilly, França: Ferdinand de Lesseps, diplomàtic i empresari francès (n. 1805).[58]
- 29 de desembre - Londres: Christina Rossetti, una de les poetes angleses més importants (n. 1830).[59]
- 30 de desembre - Homer, Nova York (EUA): Amelia Bloomer, periodista i sufragista estatunidenca (n. 1818)[60]
- 31 de desembre - 
  - Schöneberg: Maximiliane von Oriola, salonnière berlinesa (n. 1818).[61]
  - Nova York: Susan Fenimore Cooper, escriptora i naturalista estatunidenca (n. 1813).[62]